# جوليا تشينغ
جوليا تشينغ هي أستاذة جامعية كندية، ولدت في 15 أكتوبر 1934 في شانغهاي في الصين، وتوفيت في 26 أكتوبر 2001 في تورونتو في كندا.